# Grewia schweinfurthii
Grewia schweinfurthii är en malvaväxtart som beskrevs av Karl Ewald Maximilian Burret. Grewia schweinfurthii ingår i släktet Grewia och familjen malvaväxter. Inga underarter finns listade i Catalogue of Life.